# Miguel Herrera (futbolista)
Miguel Herrera (Bucaramanga, Santander, Colombia; 17 de junio de 1988) es un futbolista colombiano. Juega de defensa y su actual club es el Honduras Progreso de la Liga Nacional de Honduras.

## Clubes
| Club              | País     | Año         |
| ----------------- | -------- | ----------- |
| Academia          | Colombia | 2011        |
| Real San Andrés   | Colombia | 2012 - 2017 |
| La Equidad        | Colombia | 2018        |
| Real San Andrés   | Colombia | 2019        |
| Honduras Progreso | Honduras | 2020 -      |

## Estadísticas
Estadísticas hasta el 23 de diciembre de 2017.
| Real Santander · Colombia                                                                                                   |               |               |     |    |    |   |   |     |     |   |
| 2ª | 2012          | 2             | 2   | 3  | 0  | — | — | 5   | 2   |   |
| 2ª | 2013          | 13            | 0   | 5  | 0  | — | — | 18  | 0   |   |
| 2ª | 2014          | 24            | 1   | 4  | 0  | — | — | 28  | 1   |   |
| 2ª | 2015          | 15            | 2   | 3  | 0  | — | — | 18  | 2   |   |
| 2ª | 2016          | 29            | 2   | 5  | 0  | — | — | 34  | 2   |   |
| 2ª | 2017          | 33            | 0   | 1  | 0  | — | — | 34  | 0   |   |
| Total club | Total club    | 116           | 7   | 21 | 0  | 0 | 0 | 137 | 7   |   |
| Total carrera | Total carrera | Total carrera | 116 | 7  | 21 | 0 | 0 | 0   | 137 | 7 |
| (1) Incluye datos de la Copa Colombia . (2) Incluye datos de Copa Libertadores. (3) No incluye goles en partidos amistosos. |               |               |     |    |    |   |   |     |     |   |